# Dirty Girl
Dirty Girl es una película de comedia de 2010 escrita y dirigida por Abe Sylvia, con actuaciones de Juno Temple, Milla Jovovich, William H. Macy y Dwight Yoakam. Se estrenó en el Festival Internacional de Cine de Toronto en el año 2010. Fue distribuida por The Weinstein Company el 7 de octubre de 2011.

## Sinopsis
Una joven rebelde y de mala reputación se fuga de su casa con su amigo homosexual, con la intención de llegar hasta California en busca de su padre, al que jamás en su vida ha visto.

## Reparto

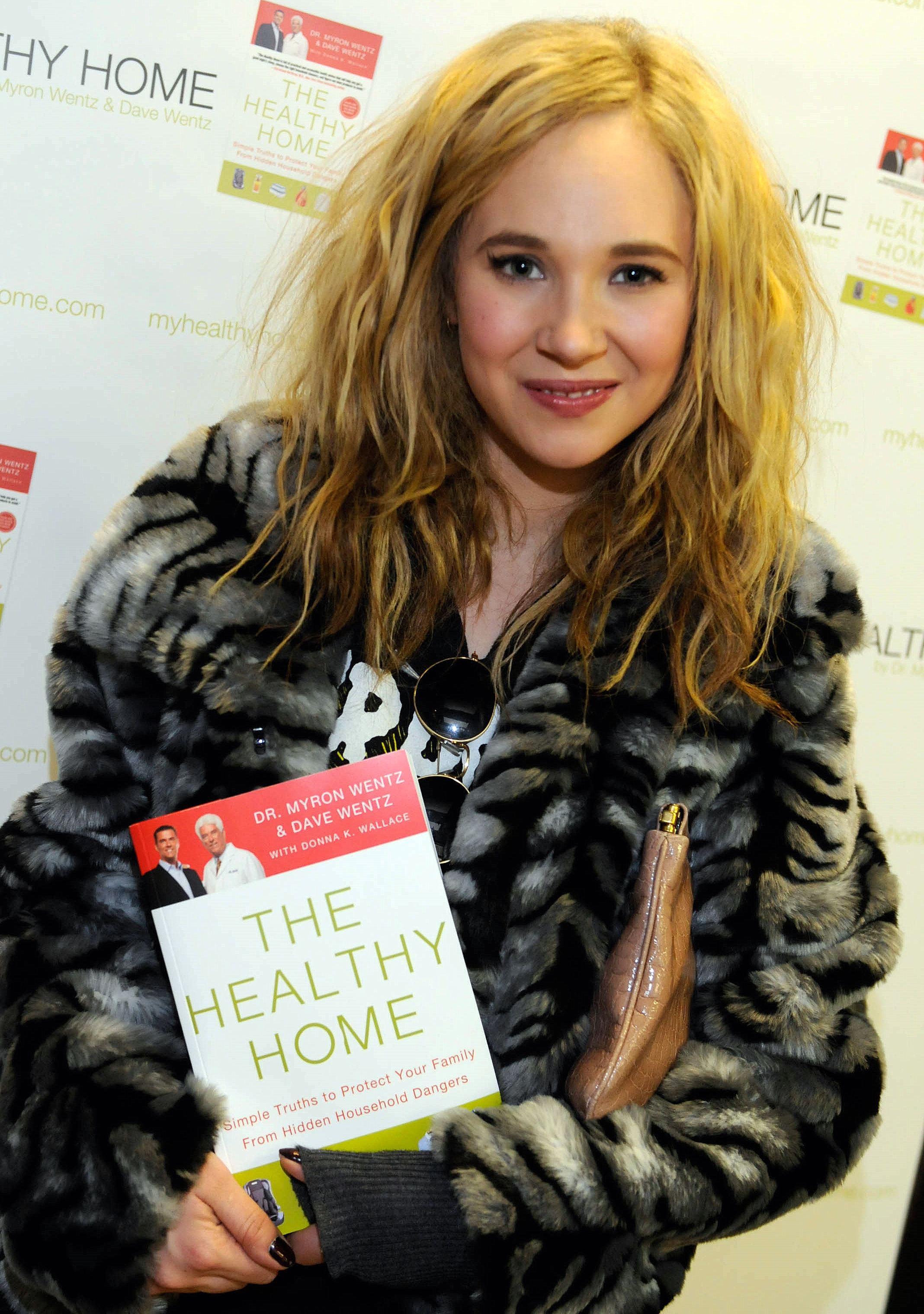
Juno Temple es Danielle Edmondston en Dirty Girl.

- Juno Temple como Danielle Edmondston.
- Milla Jovovich como Sue-Ann Edmondston.
- William H. Macy como Ray.
- Mary Steenburgen como Peggy Walters.
- Dwight Yoakam como Joseph Walters.
- Jeremy Dozier como Clarke Walters.
- Maeve Quinlan como Janet.
- Tim McGraw como Danny Briggs.
- Nicholas D'Agosto como Joel.
- Elsie Fisher como Tiffany Briggs.
- Brian Baumgartner como Concierge.
- Nate Hartley como Charlie.
- Reiley McClendon como Mike.
- Jonathan Slavin como Mr. Potter
- Brent Briscoe como Oficial Perry.
- Jack Kehler como Doc Shelby.
- Gary Grubbs como Principal Mulray.